# Ми-6
Ми-6 е тежък десантно-транспортен хеликоптер, създаден от ОКБ „Мил“, Русия.

## История
През 1952 г. конструкторското бюро „Мил“ започва работа по първия си тежък транспортен хеликоптер обозначен като Ми-6.
Компановачната схема с два газотурбинни двигателя и фюзелаж с голяма товарна кабина и заден люк с товарна рампа става класическа за редица бъдещи модели.
Окончателно схемата и модела на Ми-6 са утвърдени през юли 1955 г. В началото на юни 1957 г. е завършено производството на първите пет опитни прототипа. Първият изпитателен полет на машината е извършен на 5 юни 1957 г. Серийното производство започва в края на 1959 г. в Ростовския авиационен завод. Хеликоптерът се произвежда до 1981 г. Общо са произведени 926 машини от различни модификации. Не малка част от произведените машини са експортирани в Египет, Виетнам, Индия, Ирак, Китай, Индонезия, Перу, Полша, Сирия, Етиопия и др.

## Тактико-технически характеристики
Хеликоптерът Ми-6 е изпълнен по едновинтова носеща схема и опашен рул, с два газотурбинни двигателя и триопорно шаси.
Фюзелажът е изцяло металически с дължина 41,74 м, ширина 3,2 м и височина до главата на носещия винт 9,16 м. В носовата част на фюзелажа е разположена пилотската кабина, разделена на три секции – предна за щурмана, средна за двамата пилоти и задна за радиста и бордовия инженер. В централната част на фюзелажа е разположена товарната кабина с размери 12 х 2,65 х 2,5 м и обем около 80 куб. м. В кабината може да се превозва товар с тегло до 12 т или до 65 пътници, или до 41 ранени на носилки. На десния борд е монтирана една врата и девет илюминатора, а на левия – две врати и седем илюминатора. На дъното на товарната кабина е монтиран люк, затварящ се с две врати.
Опашната конзола на хеликоптера е изпълнена по полумонококовата схема, отделяема и е закрепена посредством болтове към корпуса. На края ѝ са монтирани управляеми опашни стабилизатори и рулевия винт. Крилото на хеликоптера е разчетено за макс. натоварване равно на 25 % от масата на машината. Има относителна дебелина в основанието си 15% и в края – 12%. Дясната му част е разположенапод ъгъл от 15,45 гр, а лявата – под ъгъл от 14,15 градуса.
Шасито е триопорно, неприбиращо се по време на полет и има течн-газови амортисьори. Предното колело е двойно и самоориентиращо се, а на двет задни опори са монтирани единични колела. Шасито позволява както вертикално така и хоризонтално излитане и кацане.
Носещият винт е петвитлов, с шарнирно закрепване на витлата и е с диаметър 35 м. Снабден е с хидравлични демпфери и е наклонен напред спрямо хоризонталната ос на 5°. Витлата са изработени от метални сплави, с правоъгълен профил, погледнати фронтално. Имат хорда 1 м. Снабдени са с метални лонжерони и монтирана антиобледеняваща система. Тангенциалната скорост на краищата на витлата при полет достига 220 м/с.
Рулевият винт четиривитлов с диаметър 6,3 м с трапецовидни по форма витла и имат променлива дебелина по дължината си.
Силовата установка се състои от два турбореактивни двигателя ГТД-25В са с мощност 5500 к.с. (4105 КВ) всеки. Разположени са един до друг в общ обтекател над фюзелажа. Имат деветстепенен компресор и двустепенна турбина. Дължината на всеки двигател е 2,74 м, ширината – 1,09 и височина – 1,16 м. Тегглото им е 1344 кг.
Трансмисията се състои от главен, междинен и опашен редуктор, спирачка на носещия винт и подаване към вентилаторите. Главният редуктор е четиристепенен с планетарна предавка и осигурява подаването на въртящия момент към вентилаторите, които охлаждат маслените радиатори, двигателите и редукторите.
Горивната система е изпълнена по двупроводна схема. Горивото е разпределено в 11 сравнително малки резервоара с обща вместимост 3250 л. Предвидена е възможност за увеличаване дължината на полета с монтирането на два резервоара по 2250 л. всеки.
Системата за управление е дублирана, хидравлича с монтиран автопилот. Включва две хидравлични системи, управляващи всички най-важни механизми и агрегати. Допълнително е монтирана спомагателна система, работеща със сгъстен въздух. Допълнително са монтирани радиокомпас, радиовисотомер, КВ и УКВ радиостанции.
Военния вариант е въоръжен с подвижна 12,7 мм картечна установка НУВ-1В и колиматорен прицел К-20Т.

## Модификация
- Ми-6А – нова базова модификация създадена на 1971 г. Снабден с ново летателно оборудване. Превозва 90 десантчици. Макс. полетна маса е увеличена до 44 т.
- Ми-6АЯ – хеликоптер въздушен КП. Оборудван с радиоелектронно оборудване за разузнаване и управление. На въоръжение от 1975 г. под обозначението Ми-22.
- Ми-6М – противокорабен хеликоптер въоръжен с торпеда ПЛАТ и ракети „Кондор“. Приет на въоръжение през 1965 г.
- Ми-6П – пътнически хеликоптер за превоз на 80 пътници. В експлоатация от 1965 г.
- Ми-6ПЖ – хеликоптер за борба с горските пожари оборудван с воден резервоар 12 000 л.
- Ми-6ПС – специален хеликоптер за прибиране на екипажите и капсулите на космическите кораби „Союз“ при кацане.
- Ми-6ПТБВ – хеликоптер предназначен за превоз на оперативно-тактическите ракетни комплекси 8К11 и 8К14 и за превоз на бойни глави на балистичните ракети със стратегическо предназначение. Първият полет е извършен през 1960 г.
- Ми-6РВК – ракетно-хеликоптерен комплекс използван като мобилна система за разгръщане на ракетните комплекси 9Н21 „Луна-МВ“ и 8К114. Приет на въоръжение през 1965 г.
- Ми-6ТЗ – хеликоптер-цистерна предназначен за зареждане в полет на хеликптери и транспортни самолети. На въоръжение от 1973 г.